# Bethlehem (Connecticut)
Bethlehem é uma cidade  localizada no estado americano de Connecticut, no Condado de Litchfield.

## Demografia
Segundo o censo americano de 2000, a sua população era de 3422 habitantes.

## Geografia
De acordo com o United States Census Bureau tem uma área de 
50,9 km², dos quais 50,1 km² cobertos por terra e 0,8 km² cobertos por água.

## Localidades na vizinhança
O diagrama seguinte representa as localidades num raio de 24 km ao redor de Bethlehem. 